# Renew Europe
Renew Europe is een fractie in het Europees Parlement. Bij de fractie zijn leden aangesloten van de Partij van de Alliantie van Liberalen en Democraten voor Europa (ALDE), de Europese Democratische Partij (EDP), Renaissance (LREM, MoDem, MRSL en Agir) en 2020 USR-PLUS (USR, PLUS).
De fractie werd ingesteld op 2 juli 2019 aan het begin van de negende legislatuur van het Europees Parlement, na de Europese verkiezingen van dat jaar. In het Europees Parlement is Renew Europe met 77 zetels de op drie na grootste fractie.

## Oprichting
Renew Europe is de voortzetting van de fractie van ALDE. Onder meer La République en marche !, Open Vld en MR uit België en VVD en D66 uit Nederland maken er deel van uit.
De vorming van de nieuwe fractie ging ook gepaard met het verkiezen van een nieuwe fractievoorzitter, in opvolging van de Belg Guy Verhofstadt. De Nederlandse Sophie in 't Veld (D66), de Roemeen Dacian Cioloș (PLUS), de Zweed Frederick Federlay en de Franse voormalig minister voor Europese Zaken Nathalie Loiseau waren kandidaat om hem op te volgen. Dacian Cioloș werd op 19 juni verkozen tot nieuwe fractievoorzitter.
Sinds de VVD na de Nederlandse nationale verkiezingen van 2023 samenwerkingsgesprekken is aangegaan met de radicaal-rechtse PVV, is het de Europese VVD factie op kritiek komen te staan binnen Renew. Dit kostte destijds interim-voorzitter Malik Azmani diens kansen op het beoogde voorzitterschap. Op 21 mei 2024 stelde de nieuwe Renew voorzitter Valerie Hayer voor de VVD uit de fractie te zetten wegens samenwerking met de PVV. Azmani doet deze uitspraak echter af als campagnetaal voor binnenlands gebruik, waar de strijd tegen radicaal-rechts een van de speerpunten is van Hayers partij. Azmani verwacht dan ook niet dat hier gevolg aan wordt gegeven.

## Leden
| Land                | Nationale partij                                         | Europese partij | Zetels | Zetels |
| Land                | Nationale partij                                         | Europese partij | 2019   | 2024   |
| ------------------- | -------------------------------------------------------- | --------------- | ------ | ------ |
| België              | Open Vlaamse Liberalen en Democraten                     | ALDE            | 2      | 1      |
| België              | Mouvement Réformateur                                    | ALDE            | 2      | 3      |
| België              | Les Engagés                                              | EDP             | [ a ]  | 1      |
| Bulgarije           | Beweging voor Rechten en Vrijheden                       | ALDE            | 3      | 3      |
| Bulgarije           | Wij zetten de verandering voort - Democratisch Bulgarije | -               | -      | 2      |
| Denemarken          | Venstre                                                  | ALDE            | 3      | 2      |
| Denemarken          | Radikale Venstre                                         | ALDE            | 2      | 1      |
| Denemarken          | Moderaterne                                              | -               | -      | 1      |
| Duitsland           | Freie Demokratische Partei                               | ALDE            | 5      | 5      |
| Duitsland           | Freie Wähler                                             | EDP             | 2      | 3      |
| Estland             | Eesti Keskerakond                                        | ALDE            | 1      | 1      |
| Estland             | Eesti Reformierakond                                     | ALDE            | 2      | 1      |
| Finland             | Suomen Keskusta                                          | ALDE            | 2      | 2      |
| Finland             | Svenska Folkpartiet                                      | ALDE            | 1      | 1      |
| Frankrijk           | Renaissance                                              | -               | 10     | 5      |
| Frankrijk           | Mouvement démocrate                                      | EDP             | 5      | 4      |
| Frankrijk           | Mouvement radical                                        | ALDE            | 1      | -      |
| Frankrijk           | Agir                                                     | -               | 1      | -      |
| Frankrijk           | Horizons                                                 | -               | -      | 2      |
| Frankrijk           | Union des démocrates et indépendants                     | ALDE            | -      | 1      |
| Frankrijk           | onafhankelijk                                            | -               | 4      | 1      |
| Hongarije           | Momentum-Beweging                                        | ALDE            | 2      | -      |
| Ierland             | Fianna Fáil                                              | ALDE            | 1      | 4      |
| Ierland             | onafhankelijk                                            | -               | -      | 2      |
| Kroatië             | Istarski demokratski sabor                               | ALDE            | 1      | -      |
| Letland             | Kustība Par!                                             | ALDE            | 1      | -      |
| Letland             | Attīstībai/Par!                                          | ALDE            | -      | 1      |
| Litouwen            | Darbo Partija                                            | ALDE            | 1      | -      |
| Litouwen            | Lietuvos Respublikos Liberalų sąjūdis                    | ALDE            | 1      | 1      |
| Litouwen            | Laisvės partija                                          | ALDE            | -      | 1      |
| Luxemburg           | Demokratesch Partei                                      | ALDE            | 2      | 1      |
| Nederland           | Volkspartij voor Vrijheid en Democratie                  | ALDE            | 4      | 4      |
| Nederland           | Democraten 66                                            | ALDE            | 2      | 3      |
| Oostenrijk          | NEOS - Das Neue Österreich                               | ALDE            | 1      | 2      |
| Polen               | Polska 2050                                              | -               | -      | 1      |
| Portugal            | Iniciativa Liberal                                       | ALDE            | -      | 2      |
| Roemenië            | Alianța 2020 USR PLUS                                    | -               | 8      | 3      |
| Slovenië            | Lista Marjana Šarca                                      | ALDE            | 2      | -      |
| Slovenië            | Svoboda                                                  | -               | -      | 2      |
| Slowakije           | Progressief Slowakije                                    | ALDE            | 2      | 6      |
| Spanje              | Ciudadanos                                               | ALDE            | 5      | -      |
| Spanje              | Partido Nacionalista Vasco                               | EDP             | 1      | 1      |
| Spanje              | Unión Progreso y Democracia                              | -               | 1      | -      |
| Spanje              | onafhankelijk                                            | -               | 1      | -      |
| Tsjechië            | ANO 2011                                                 | ALDE            | 6      | [ b ]  |
| Verenigd Koninkrijk | Liberal Democrats                                        | ALDE            | 16     | -      |
| Verenigd Koninkrijk | Alliance Party of Northern Ireland                       | ALDE            | 1      | -      |
| Zweden              | Liberalerna                                              | ALDE            | 1      | 1      |
| Zweden              | Centerpartiet                                            | ALDE            | 2      | 2      |
| totaal ALDE         | totaal ALDE                                              | totaal ALDE     | 75     | 49     |
| totaal EDP          | totaal EDP                                               | totaal EDP      | 8      | 9      |
| totaal overige      | totaal overige                                           | totaal overige  | 25     | 19     |
| totaal              | totaal                                                   | totaal          | 108    | 77     |

zittingsperiode 2024/2029

Europese Volkspartij · Progressieve Alliantie van Socialisten en Democraten · Patriotten voor Europa · Europese Conservatieven en Hervormers · Renew Europe · De Groenen/Vrije Europese Alliantie · Linkse Fractie · Europa van Soevereine Naties
niet-fractiegebonden leden